# Instantní káva

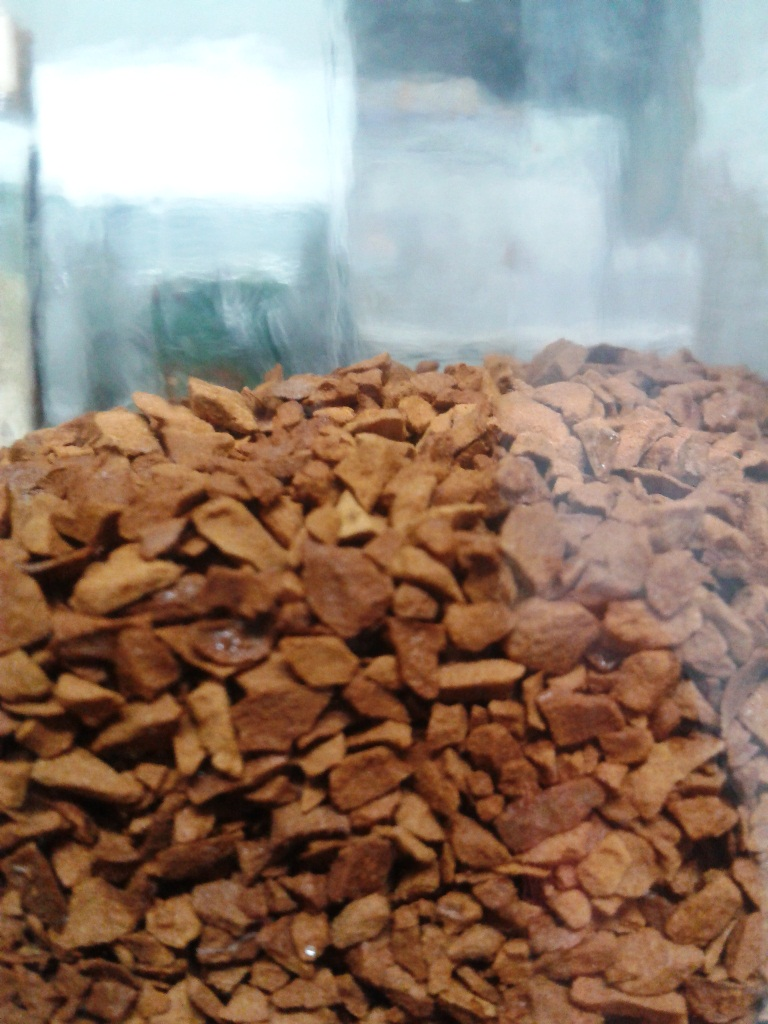
Instantní káva ve sklenici.

Instantní káva je káva, jež je vyrobena odpařením vody z extraktu z mletých pražených zrn kávovníku s následným sušením a dalšími úpravami.

## Historie
Za vynálezce instantní kávy byl považován japonský chemik Satori Kato žijící v USA, který v roce 1901 požádal a v roce 1903 obdržel patent na jeho výrobu. Novější zdroje (2012) uvádějí, že první instantní kávu vyrobil Novozélanďan David Strang už v roce 1899.
Komerčně úspěšnou instantní kávu vyrábí od roku 1938 firma Nestlé pod obchodním názvem Nescafé. Vznikla jako reakce na přebytek kávových bobů po krachu na newyorské burze v roce 1929, do prodeje se dostala poprvé ve Švýcarsku 1. dubna 1938. Rozvoj značky přerušila druhá světová válka, kdy byla dodávána americké armádě. Nescafé začalo na světový trh významně pronikat v 50. letech 20. století. Díky výrobě procesem sušení mrazem, si zachovává své typické aroma.

## Výrobní postup
Rozpustná káva se vyrábí sušením extrahovaných (vyluhovaných) mletých pražených zrn kávovníku. Tento silný kávový extrakt se z velmi vysokých teplot (okolo 100 °C) rychle zchladí na pouhé 4 °C. Právě zchlazení má velký podíl na kvalitě budoucí instantní kávy. Následuje další zpracovatelský úkon, a tím je sušení.
Kávové společnosti vaří milióny šálků kávy denně, aby vyrobily instantní kávu. Tato ohromná množství čerstvé kávy se pak odpařením značného množství vody zahušťují. Následně se vyrobí instantní káva použitím jedné ze dvou metod: buď metodou sušení mražením nebo metodou sušení sprayováním.

### Sušení mražením
Během sušení mražením se kávový koncentrát zmrazí na teploty −40 až −45 °C. Následně voda obsažená v kávovém koncentrátu zkrystalizuje. Zmrzlý kávový koncentrát se potom rozemele na požadovanou velikost a použitím metody známé jako sublimace jsou led a voda extrahovány ze zmražených granulí. Výsledkem je mražením vysušená káva ve tvaru větších či menších krystalků světle hnědé barvy. Tato metoda zpracování trvá déle než sušení rozprašováním (sprayováním) a je podstatně nákladnější.

### Sušení sprayováním
Koncentrovaná káva se v horní části vysoké věže rozpráší na jemné kapičky. Zároveň je do sušicí věže přiváděn horký vzduch a na dno zásobníku tak dopadají postupně se sušící kávové kapičky společně s horkým vzduchem[zdroj?] Během klesání se vodní pára vypařuje[zdroj?] a zůstává velmi jemný kávový prášek. Tento prach se vyjme a buď se zabalí, nebo dále zpracuje.
Sušení sprayováním je jednodušší než sušení mražením. Jelikož je pro tento proces zapotřebí vysokých teplot, mnoho přirozených vlastností kávy je při tom ztraceno.

### Aglomerace
Aglomerace je spojení malých částí (v tomto případě kávového prášku získaného rozprašováním) do aglomerátů. Káva usušená sprayováním se odměří do rotujícího šikmého válce a zvlhčí se jemným popraškem vody nebo kávovým olejem. To způsobí, že částečky vysušené rozprašováním se začnou spojovat. Jakmile stále se zvětšující částečky dosáhnou určité velikosti a hmotnosti, skutálejí se z válce ven. Shluklé granule připomínají malé kuličky o stejné velikosti jako nahrubo namletá káva.